# Réunion de Pères Noël

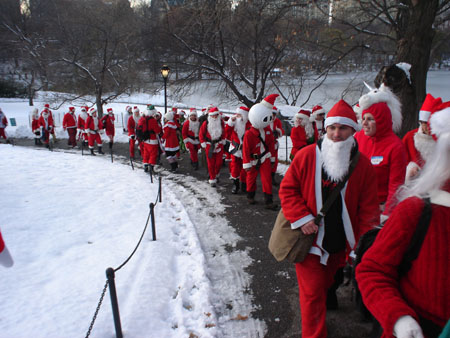
SantaCon 2005 à New York

Une Réunion de Pères-Noël (en anglais : SantaCon pour Santa-Claus Convention)  est un rassemblement important de personnes sommairement habillées en Père Noël, déambulant dans les rues et les bars. Ils recherchent la spontanéité, la créativité et l'improvisation pour se donner du bon temps. Fort pratiquées dans les pays anglo-saxons, et connues sous les termes de Santarchy, Santa Rampages (mot-valises de Santa -- le père noël -- et anarchie et  Santa frasques respectivement) ou encore the Red Menace (la menace rouge), les réunions de Pères Noël n'ont d'autres ambitions que d'être des manifestations paillardes et inoffensives, incluant notamment le chant de cantiques de Noël douteux et le don de cadeaux. Certains participants considèrent la SantaCon comme étant un revival postmoderne des Saturnales, d'autres comme une première manifestation des flash mobs.
En 1994, la Cacophony Society monta la première SantaCon à San Francisco. Influencée par le mouvement surréaliste, le discordianisme, et d'autres mouvements d'art subversifs, les cacophonistes décidèrent de fêter l'époque de la Yule de manière non commerciale, en mélangeant un théâtre urbain anarchiste, et ébriété sur la voie publique. Dans les années qui suivirent, le mouvement essaima en diverses variantes selon les pays.

## Sainte anarchie dans le monde

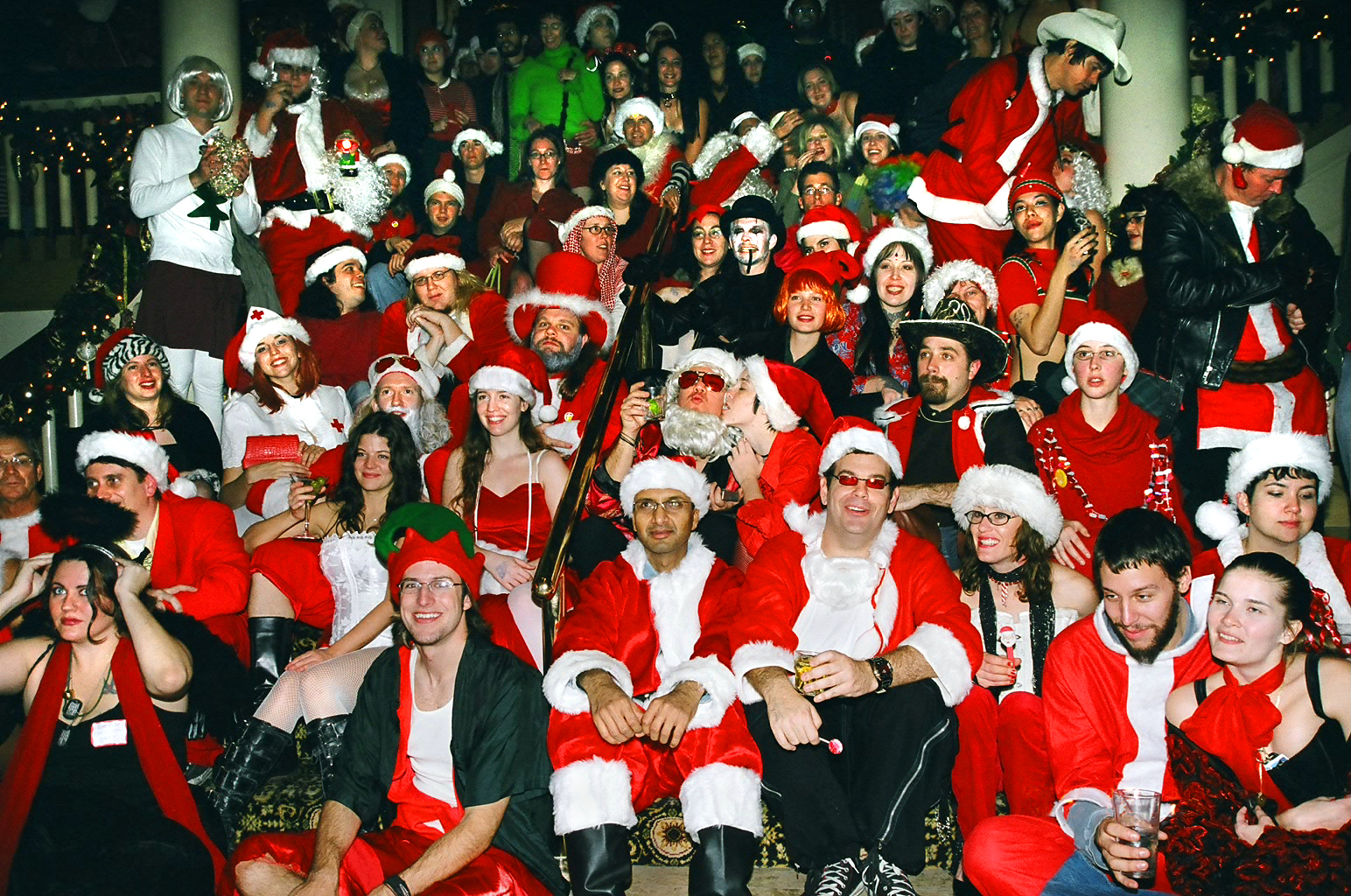
SantaCon 2004 à Austin

Des sociétés de cacophonies ont organisé des Réunions de Pères-Noël à Los Angeles, Portland, New York, Seattle, Washington, Austin, Vancouver, Londres, Tokyo, et la  Station McMurdo en Antarctique.  En 2003, le concept avait été exporté dans plus de 30 villes de quatre pays. En 2004, environ 500 personnes participèrent à la SantaCon de New York, et, en 2005, des Pères Noël participèrent en nombre suffisant à Washington pour entourer le Washington Monument. 
Les SantaCons sont désormais organisées longtemps à l'avance, par de nombreux groupes et avec une certaine imagination dans les manifestations. Certains se contentent d'une sortie en bar, d'autres de sorties bruyantes en ville à la période de Noël, avec force chansons paillardes, don de cadeaux et récolte de fonds pour des actions de charité.

## «Sant'anarchie» et lois
De nombreux participants à la Sant'anarchie adhèrent à un certain nombre de règles, dont ne pas offusquer les enfants, la police ou le Père Noël. Malgré ceci, des troubles survinrent le 18 décembre 2000 à Auckland, Nouvelle-Zélande, avec des actes criminels dont une émeute, des vols dans des magasins, des lancers de bouteilles en direction de voitures, et des attaques de gardes de sécurités. Deux participants furent légèrement blessés, et trois arrêtés. Alex Dyer, porte-parole pour le groupe, expliqua que la Sant'anarchie d'Auckland faisait partie d'un mouvement mondial de protestation contre la commercialisation de Noël.
Un détail des événements est disponible sur le site de la manifestation santarchy.com. Le groupe de Nouvelle Zélande affirma que les médias avaient largement exagéré l'incident, et que de nombreux participants furent choqués par le traitement qui en avait été rendu. La plupart des participants suivent les règles de bonne conduite énoncées plus haut et ne contreviennent pas aux lois. Contrairement aux déclarations d'Alex Dyer, la plupart des groupes de Pères Noël ne protestent contre rien en particulier, ayant pour seule ambition de s'amuser et de s'occuper pendant les vacances de Noël.[réf. nécessaire]
Un autre incident intervint le même mois, le 5 décembre, quand une horde de Pères Noël circula à vélo à Tulsa, Oklahoma, pendant l'heure de pointe. Leur progression fut suivie par les services de police et d'information sur le trafic. Le journal Indy Gazetteer de Tulsa indiqua plus tard que l'un des Pères Noël fut appréhendé pour enfreinte au règlement municipal.
Malgré ces évènements, la plupart des SantaCon restent dans le bon esprit de Noël. Selon l'agence Reuters, l'une d'entre elles[précision nécessaire] paya les contraventions de stationnement des personnes venues faire leurs courses de Noël. Les Pères Noël laissèrent sur le pare-brise des voitures ayant reçu un PV de stationnement le montant à régler, avec un petit mot : « Ne laissez pas ce PV gâcher votre Noël, voici 30 livres. Joyeux Noël - le Père Noël des PV de stationnement. »[réf. nécessaire]

## Dans la culture populaire
- Les Saintes frasques sont évoquées dans le livre de Chuck Palahniuk Fugitives and Refugees: A Walk in Portland, Oregon et dans sa nouvelle My Life as a Dog (figurant dans le livre Stranger Than Fiction: True Stories).
- L'artiste de parodie Bob Rivers évoqua la sainte anarchie dans une de ses chansons, There's Another Santa Claus, une parodie de Here Comes Santa Claus. Les paroles de la chanson comprennent notamment :

« That Christmas cheer / Smells a lot like beer / On Santa Claus' account tonight » et « Just saw Santa Claus / Just saw Santa Claus / Just gave a Santa Claus change / Drove downtown and a bell-ringing Santa Claus / Hit me up again! »